# 蕭撝
蕭 撝（しょう き、515年 - 573年）は、南朝梁の皇族。字は智遐。

## 経歴
安成康王蕭秀の子として生まれた。12歳で国学に入学し、経書や史書を広く読んで、文章を作るのを好んだ。南朝梁の永豊県侯に封じられた。給事中を初任とし、太子洗馬・中舎人を歴任した。東魏の使者の李諧と盧元明が梁に派遣されてくると、武帝は蕭撝に中書侍郎を兼ねさせて、賓館で幣を受け取らせた。まもなく黄門侍郎に転じた。寧遠将軍・宋寧宋興二郡太守として出向し、軽車将軍・巴西梓潼二郡太守に転じた。
侯景の乱が起こると、蕭撝は武陵王蕭紀の下で使持節・忠武将軍の位を受けた。また平北将軍・散騎常侍に転じ、益州刺史軍防事を兼ねた。承聖元年（552年）、蕭紀が成都で皇帝を称すると、蕭撝は侍中・中書令となり、秦郡王に封じられた。蕭紀が軍を率いて東下すると、蕭撝は尚書令・征西大将軍・都督益梁秦潼安瀘青戎寧華信渠万江新邑楚義十八州諸軍事・益州刺史となり、成都を守った。また梁州刺史の楊乾運に潼州を守らせた。
承聖2年（553年）、西魏の大将軍尉遅迥が剣閣に入り、楊乾運が降伏した。蕭撝の率いる兵は1万人に満たず、尉遅迥の蜀への侵入を阻止するすべがなかった。尉遅迥が成都を包囲すること50日、蕭撝はついに西魏に降伏した。恭帝元年（554年）、侍中・驃騎大将軍・開府儀同三司の位を受け、帰善県公に封じられた。孝閔帝元年（557年）、北周が建国されると、爵位は黄台郡公に進んだ。武成年間、明帝が文学者や儒学者らを麟趾殿に集めて経書や史書を校定させ、『世譜』を編纂すると、蕭撝もその事業に参加した。保定元年（561年）、礼部中大夫の位を受けた。
保定3年（563年）、上州刺史として出向した。天和2年（567年）、露門学が置かれると、蕭撝は唐瑾・元偉・王褒ら4人とともに文学博士となった。老年の母を養うために辞任を願い出たが、北周の武帝の許しをえられなかった。まもなく母が死去し、服喪のため職を離れた。天和6年（571年）、少保に任じられた。建徳元年（572年）、少傅に転じた。後に蔡陽郡公に改封された。
建徳2年（573年）、死去。享年は59。使持節・大将軍・大都督・益新始信四州諸軍事・少傅・益州刺史の位を追贈された。諡は襄といった。
蕭撝は草書と隷書を得意とし、書における名声は王褒に次ぐものがあった。算数や医学にも通じた。著した詩賦や雑文は数万言におよび、当時の世間に通行した。

## 子女
- 蕭済（後嗣、字は徳成、蕭紀の下で貞威将軍・蜀郡太守、東中郎将、北周の中外府記室参軍、蒲陽郡太守・車騎大将軍・儀同三司）

## 伝記資料
- 『周書』巻42 列伝第34
- 『北史』巻29 列伝第17